# Gormond z Picquigny
Gormond z Picquigny (zm. 1128) – patriarcha Jerozolimy od 1118.
Pochodził z Pikardii. W 1118 – po śmierci Arnulfa z Rohes – został mianowany przez Baldwina II – króla jerozolimskiego, patriarchą jerozolimskim.
Gdy w 1123 roku Baldwin II został wzięty do niewoli przez Balika, władcę Charpurtu, właśnie Gormond zwołał do Akki Radę Królestwa, która mianowała regentem Eustachego Greniera, pana Cezarei i Sydonu. Na początku 1124 roku w Akce wraz z konetablem Wilhelmem de Bures i kanclerzem Paganem w imieniu Baldwina II podpisał traktat z Wenecją.
Zmarł na początku 1128. Jego następcą został Stefan z La Ferté.